# Necròpoli de Kerkouane
La Necròpoli de Kerkouane es troba a 1,5 km al nord-oest de la ciutat púnica de Kerkouane, a Tunísia. Consta d'una sèrie de voltes situades en un pujol a la vora de la mar, quatre cambres de tombes primàries, i una zona de sepultures circumdants. El 1985, la Unesco declarà Kerkouane i la seua necròpolis Patrimoni de la Humanitat, ja que "constitueix l'únic exemple que roman d'una ciutat feniciopúnica supervivent".
La necròpoli fou descoberta el 1929 per un mestre d'una escola islàmica local, i va trobar un gran magatzem de béns enterrats a les tombes, i el posà a la venda als caçadors de tresors i col·leccionistes. El botí incloïa joieria, ceràmica i escarabeus. Molts dels objectes funeraris i ceràmiques voluminoses eren una càrrega massa pesada per a emportar-se-la, per la qual cosa es van quedar a les tombes o van ser destruïts.